# Bégapata
Bégapata románul: Spata, falu Romániában, a Bánságban, Temes megyében.

## Fekvése
Lippától délkeletre fekvő település.

## Története
Bégapata nevét 1444-ben említette először oklevél Spata néven.
1477-ben Zpatha néven említették, mint Solymosvár 26. tartozékát. 1607-ben Zpata, 1785-ben Spada, 1808-ban Spata, 1851-ben Szpata, 1888-ban Spatta (Szpatta), 1913-ban Bégapata néven volt említve.
1851-ben Fényes Elek írta a településről:
Szpata, Krassó vármegyében, 6 katholikus, 382 óhitű lakossal, s anyatemplommal. Bírja D'Ellevaux.
A trianoni békeszerződés előtt Krassó-Szörény vármegye Bégai járásához tartozott.
1910-ben 421 lakosából 12 magyar, 8 német, 401 román volt. Ebből 12 római katolikus, 400 görög keleti ortodox, 8 izraelita volt.

## Források

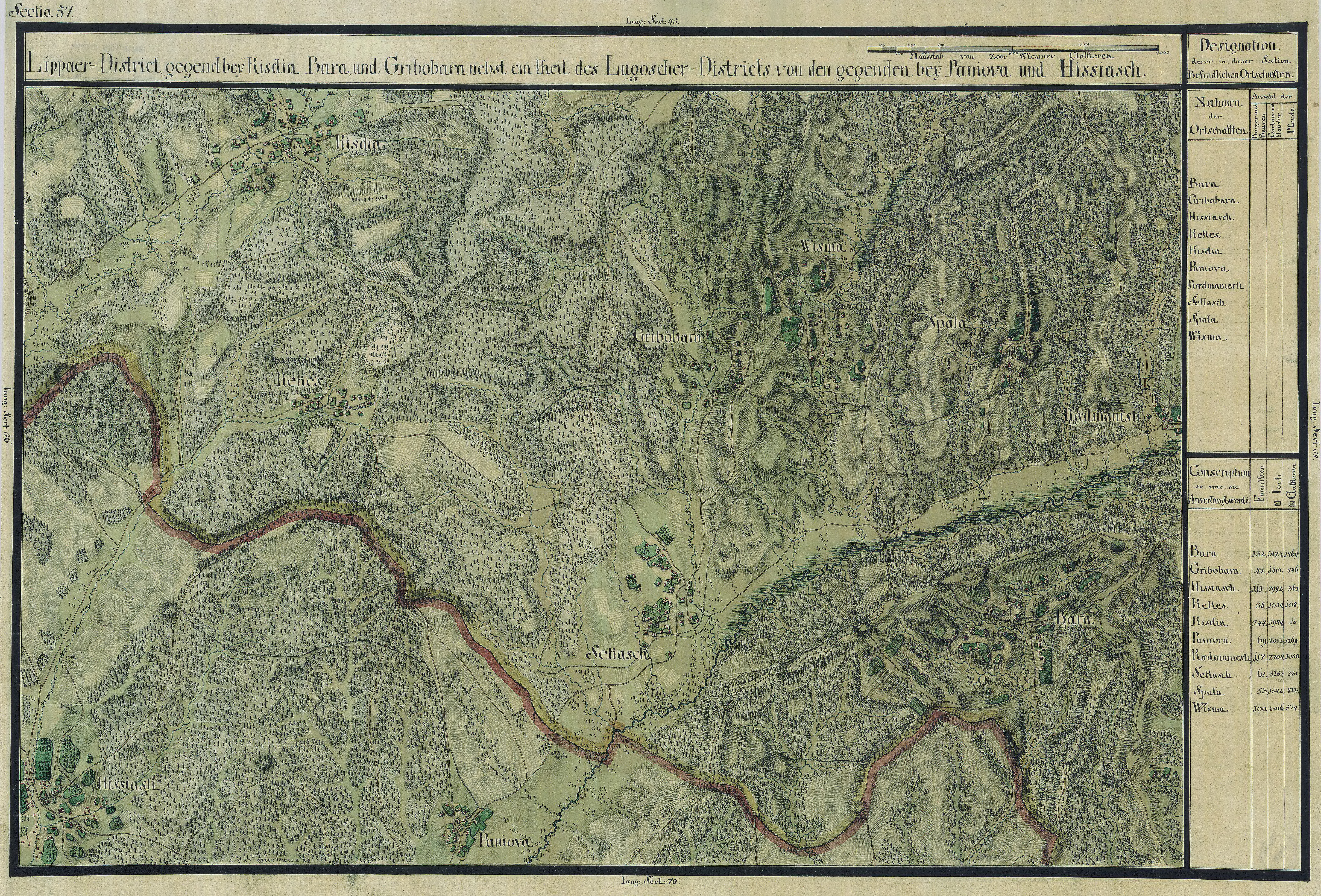
Bégapata egy régi térképen